# Автошлях Н 33
Автошля́х Н 33 — автомобільний шлях територіального значення в Одеській області. Проходить територією Білгород-Дністровського та Одеського районів через Монаші — Білгород-Дністровський — Овідіополь — Одесу. Загальна довжина — 97,2 км.
Ця нумерація набула чинності з 1 вересня 2017 року (попереднє найменування автошляху — Р 70). Попередня нумерація набула чинності з 1 січня 2013 року (більш раннє найменування автошляху — Т 1604).

## Маршрут
Автошлях проходить через такі населені пункти:
| Автошлях Н 33                |        |
| Одеська область              |        |
| Білгород-Дністровський район |        |
| Монаші                       | E87М15 |
| Розкішне                     |        |
| Бритівка                     |        |
| Білгород-Дністровський       | Р72    |
| Салгани                      |        |
| Шабо                         | Т 1610 |
| Прибережне                   |        |
| Затока                       |        |
| Кароліно-Бугаз               |        |
| Одеський район               |        |
| Роксолани                    |        |
| Овідіополь                   | Т 1625 |
| Барабой                      |        |
| Великодолинське              |        |
| Нова Долина                  |        |
| Прилиманське                 |        |
| Одеса                        |        |